# Prinsessan Jieyou
Jieyou, född 121 f.Kr., död 49 f.Kr., var en kinesisk prinsessa.  Hon var gift med Wusun-kungarna Cunzhou, Wengguimi och Nimi. 
Jieyou var sondotter till prins Liu Wu av Chu. Hon adopterades av sin avlägsna släkting kejsaren, som arrangerade ett diplomatiskt äktenskap mellan henne och Wusun-kungen Cunzhou. Hon ersatte då Liu Xijun och skulle spela samma diplomatiska roll som denna. 
Efter sin makes död gifte hon om sig med hans kusin och efterträdare kung Wengguimi. Paret fick fem barn, bland dem kung Yuanguimi. Hon spelade en viktig diplomatisk roll för att gynna alliansen mellan Kina och Wusun mot Xiongnu och motarbetade effektivt pro-Xiongnu-grupper bland Wusun, assisterad av sin medarbetare Feng Liao. 
När hennes andre make dog gifte hon för tredje gången om sig med en Wusun-kung, Nimi. Hon deltog i ett misslyckat försök att mörda honom. Därefter mördades han av en konspiration iscensatt av hennes styvson Wujiutu, som sedan blev medregent till hennes son Yuanguimi. 
År 51 f.Kr. begärde hon att få återvända till Kina efter femtio års diplomatisk tjänstgöring. Hon välkomnades med hedersbetygelser vid kejsarhovet och tilldelades ett eget palats och ett eget hov. Hon avled två år senare. 